# SoftBank Vision Fund
SoftBank Vision Fund es un fondo de capital de riesgo fundado en 2017 que forma parte de SoftBank Group. Con más de $100 mil millones en capital, es el fondo de inversión enfocado en tecnología más grande del mundo. En 2019, se fundó SoftBank Vision Fund 2. El valor razonable total de ambos fondos al 31 de marzo de 2021 fue de $154 mil millones.

## Historia
El Softbank Vision Fund fue creado en mayo de 2017 por Softbank Group y el Fondo de Inversión Pública (PIF). Se recaudaron $100 mil millones con PIF que contribuyó con $45 mil millones, SoftBank con $28 mil millones, Mubadala Investment Company con $15 mil millones y el resto de otros inversores, incluido Apple. A través de Softbank Vision Fund, Masayoshi Son explicó su intención de invertir en todas las empresas que desarrollen tecnologías en línea con las tendencias globales de inteligencia artificial, incluidos varios sectores como las finanzas o el transporte.
En julio de 2019, SoftBank anunció la creación de SoftBank Vision Fund 2 con inversores de empresas tecnológicas como Microsoft, Apple y Foxconn, así como empresas de servicios financieros como Standard Chartered, Mizuho Bank, Sumitomo Mitsui Banking Corporation y MUFG Bank. La Corporación Nacional de Inversiones del Banco Nacional de Kazajistán también fue inversor. Arabia Saudita no era inversor en el segundo fondo. Se informó que el fondo se centrará en la tecnología basada en IA y alcanzará una inversión de aproximadamente $108 mil millones, de los cuales $38 mil millones provendrían del propio Softbank.
En enero de 2020, varias empresas emergentes financiadas por Softbank comenzaron a reducir su personal, como Getaround, Oyo, Rappi, Katerra y Zume. En febrero de 2020, Elliott Management, un fondo de cobertura activista, compró una participación de $2500 millones en Softbank e impulsó la reestructuración y una mayor transparencia, especialmente con respecto a su Vision Fund. Dado que muchas empresas de la cartera del primer fondo no se desempeñaron bien y hubo debacles de alto perfil, como la compra de Wework después de su oferta pública inicial fallida, la confianza de los inversores en Vision Fund cayó. En mayo de 2020, Softbank anunció que Vision Fund perdió $18 mil millones, lo que provocó el despido del 15% de los 500 empleados del fondo. Como resultado, Vision Fund 2 recaudó menos de la mitad de su objetivo de $108 mil millones y todo fue financiado por el propio Softbank después de no poder asegurar los compromisos de los inversores externos.
En mayo de 2021, SoftBank anunció que el valor justo total de ambos fondos al 31 de marzo de 2021 era de $154 mil millones y Vision Funds obtuvo una ganancia récord de $36.99 mil millones debido a su exitosa inversión en Coupang. Después de anunciar el éxito, SoftBank elevó el tamaño de Vision Fund 2 a $30 mil millones y declaró que planea continuar autofinanciando el segundo fondo, aunque podría considerar intentar nuevamente obtener financiamiento de inversionistas externos. También en mayo de 2021, Bloomberg informó que Vision Fund podría hacerse público a través de un SPAC de $300 millones en 2021, cotizando en Ámsterdam.
En 2022, SoftBank Vision Fund registró una pérdida récord de 3.5 billones de yenes (27,400 millones de dólares) para su año fiscal que finalizó el 31 de marzo de 2022, ya que la valoración de su cartera de acciones se desplomó.
En julio de 2022, el director ejecutivo Rajeev Misra anunció que dejaría algunas de sus funciones principales, incluida la gestión de SoftBank Vision Fund 2. Varios otros ejecutivos renunciaron a sus funciones ese mismo año.
En agosto de 2022, el fondo Vision anunció una pérdida de $23.1 mil millones para el trimestre de abril a junio y que planearía reducir la plantilla. Eric J. Savitz, editor asociado de tecnología de Barron's, caracterizó al SoftBank Vision Fund como un experimento fallido. Masayoshi Son dijo en ese momento que estaba "avergonzado" y "avergonzado" cuando se enfrentó al pésimo desempeño de SoftBank Vision Fund y The Wall Street Journal llamó a SoftBank un "gran perdedor", mientras que Bloomberg elaboró sobre "el modelo de negocio roto de Masayoshi Son". La estrategia de inversión de Son en el primer y segundo SoftBank Vision Funds establecidos en 2017 y 2019, se describía como una estrategia basada en la teoría del tonto mayor y el rendimiento deslucido de sus inversiones y las presentaciones de Masayoshi Son frente a eso, han sido ridiculizados por los medios especializados.

## Visión general del negocio
SoftBank Vision Fund es administrado por SoftBank Investment Advisers y SoftBank Vision Fund 2 es administrado por SoftBank Global Advisors. Ambas son subsidiarias de SoftBank Group. La firma cuenta con un equipo de inversión que evaluará y seleccionará empresas para que los fondos inviertan. Las inversiones realizadas en su mayoría son de capital de riesgo o de capital privado. La mayoría de las inversiones en empresas de Silicon Valley han sido de más de 100 millones de dólares.
SoftBank Investment Advisers tiene su sede en Londres y oficinas principales adicionales en Silicon Valley y Tokio. También tiene otras oficinas en Abu Dhabi, Hong Kong, Mumbai, Riad, Shanghái y Singapur. El director ejecutivo actual es Rajeev Misra, quien anteriormente fue director de finanzas estratégicas de SoftBank.
El inversor más grande del primer Vision Fund es el Fondo de Inversión Pública de Arabia Saudita que aporta $45 mil millones del fondo de $100 mil millones. Otros inversores incluyen Softbank, Mubadala, así como empresas de tecnología, Foxconn, Qualcomm, Sharp y Apple. El segundo Vision Fund está financiado únicamente por el propio Softbank después de no poder asegurar el compromiso de los inversores externos debido al desempeño decepcionante de su predecesor.

## Inversiones destacadas
- Arm Holdings
- Automation Anywhere
- ByteDance
- C2FO
- Cohesity
- Compass
- Coupang
- Cruise
- DiDi
- Digits
- DoorDash
- eToro
- Fanatics
- Flipkart
- Flexport
- Fungible Inc.
- Getaround
- Improbable
- Kabbage
- Katerra
- Klarna
- Lenskart
- Mapbox
- Nvidia
- OneWeb
- Opendoor
- OurCrowd
- Oyo Rooms
- Ping An Good Doctor
- PolicyBazaar
- Rappi
- Revolut
- Roivant Sciences
- Slack
- Swiggy
- The Hut Group
- Uber
- Unacademy
- View, Inc.
- Wag
- WeWork
- Wiliot[32]
- ZhongAn
- Zume
- Zymergen